# ポール・ライアン
ポール・デイヴィス・ライアン・ジュニア（英語: Paul Davis Ryan, Jr、1970年1月29日 - ）は、アメリカ合衆国の政治家、建設コンサルタント。ウィスコンシン州選出連邦下院議員、下院議長などを務めた。カトリックの信徒であり、ティーパーティー運動など保守層からの支持が高いとされている。2012年アメリカ合衆国大統領選挙での共和党の副大統領候補であった。

## 来歴
1970年1月29日にウィスコンシン州ジェーンズビルに誕生する。建設会社を経営しているライアン家は19世紀に同州に移住しており、ライアンは5代目に当たる。マイアミ大学で経済学と政治学の学位を取って卒業した後政治の道に進み、ボブ・キャステン上院議員やサム・ブラウンバック下院議員に師事し、彼らの下で補佐官を務めた。また、1996年アメリカ合衆国大統領選挙での共和党の副大統領候補にもなったジャック・ケンプ下院議員のスピーチライターを一時務めた。

### 下院選挙出馬

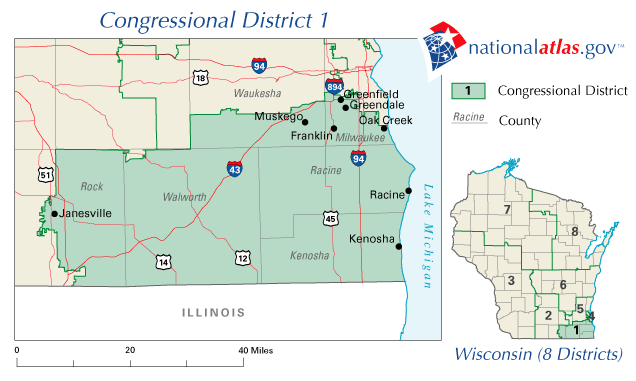
ウィスコンシン1区（2003年 - 2012年）はバラク・オバマ大統領の地元であるイリノイ州に接する

1998年に地元のウィスコンシン州から下院選挙に出馬し、選挙戦は激戦だったが57パーセントの得票で勝利した。当選時は28歳で議会最年少であった。現在は7期目である。ジョージ・W・ブッシュ政権1期目に遺産税廃止を盛り込んだ1兆3000億ドル規模（原案は1兆6000億ドル規模）の大型減税が議会で論争となった際には賛成派の急先鋒として論陣を張った。ケンプ元下院議員の薫陶を青年時に受けた経緯があるためライアンは熱烈な歳出削減・減税派である。
2010年の中間選挙の際には共和党の選挙公約「アメリカとの誓約」の立案者の1人として作成に関与し、同年の与野党逆転へと繋げ、翌年には下院予算委員会の委員長に就任した。さらに2011年1月25日に行われたバラク・オバマ大統領の一般教書演説の際には、同大統領に対する反論演説を任されるほどになった（近年は、大統領の一般教書演説に対する反論演説を野党が行うことが定着しており、2009年の同大統領の施政方針演説に対する反論演説はルイジアナ州のボビー・ジンダル州知事が、翌2010年にはバージニア州のボブ・マクドネル州知事など、与野党のホープとされる人物が行っている）。また2011年の反論演説は、ライアンの他に同党のミシェル・バックマン下院議員が近年台頭するティーパーティー運動を代表して反論演説を行っている。

### 副大統領候補

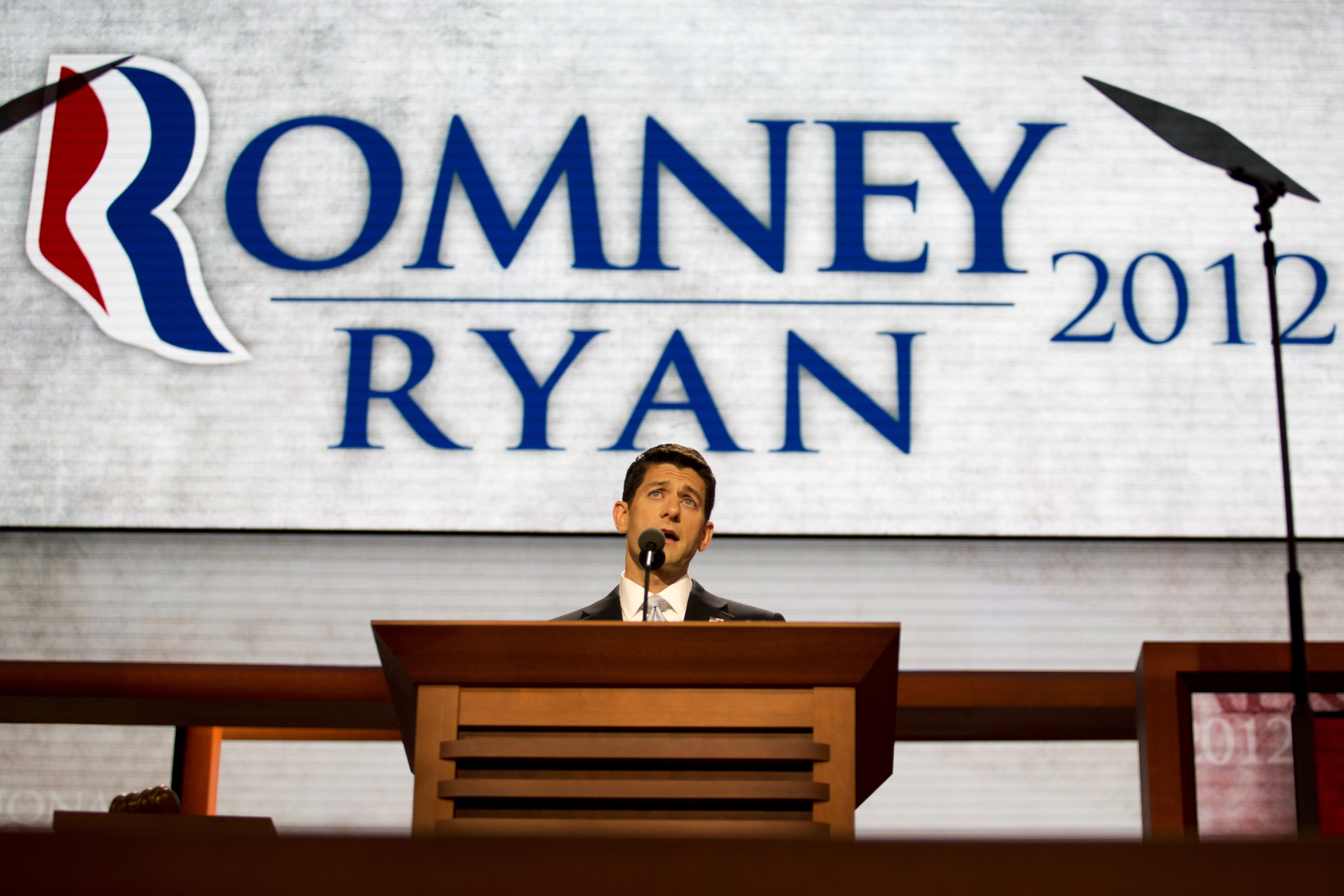
候補者指名受諾演説

2012年8月11日には2012年アメリカ合衆国大統領選挙における共和党の大統領候補の指名を確実なものにしていたミット・ロムニーの副大統領候補となることが発表された。本選挙では現職のオバマとバイデンに敗北した。ライアンの地元であるウィスコンシン州は接戦州の1つであり、ライアンが指名された理由の一つでもあったが、この選挙では獲得できなかった。2015年に下院歳入委員会の委員長に就任した。

### 下院議長

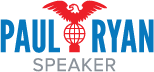
議長のロゴ

2015年9月25日に共和党の擁するベイナー下院議長が自会派内の保守強硬派フリーダム・コーカスとの対立から辞任を表明した。ケビン・マッカーシー院内総務が後継の意欲を示すが、マッカーシーもフリーダム・コーカスからの支持を見込めず10月8日に出馬を取り下げる。会派をまとめられる議員としてライアンが浮上し、22日にフリーダム・コーカスを含めた会派の大勢の支持を受けて出馬を表明。29日の下院本会議で正式に選出され就任した。
2016年アメリカ合衆国大統領選挙共和党予備選挙で、5月4日にドナルド・トランプが正式指名を確実とした後もしばらく同候補への支持表明を行わず、6月2日になってようやく支持表明を行うものの、その後も同候補との認識の違いについてしばしば述べている。対してトランプもまた下院選挙予備選挙においてライアンへの支持表明をしばらく行わず、8月1日には泡沫の対抗候補への支持の可能性を示唆もしたが、結局は8月6日にライアンへの支持を表明している。
2017年5月4日にオバマケア見直し法案を下院通過させる。民主党側が結束して反対するのに対し、提出した共和党側から反対20・棄権1を出しての僅差（217対213）の可決であった。しかし同法案は上院での審議が難航し、見切ったトランプ大統領が10月12日に大統領令で部分的に制度修正を行なった。
2018年4月11日には同年11月の中間選挙に出馬せず、2019年1月の任期満了をもって議員を退任すると発表した。当時48歳であり、共和党の次世代リーダーと目され、大統領候補とも目されていたライアンの突然の引退表明は大きな驚きを与えた。

## 政策・主張

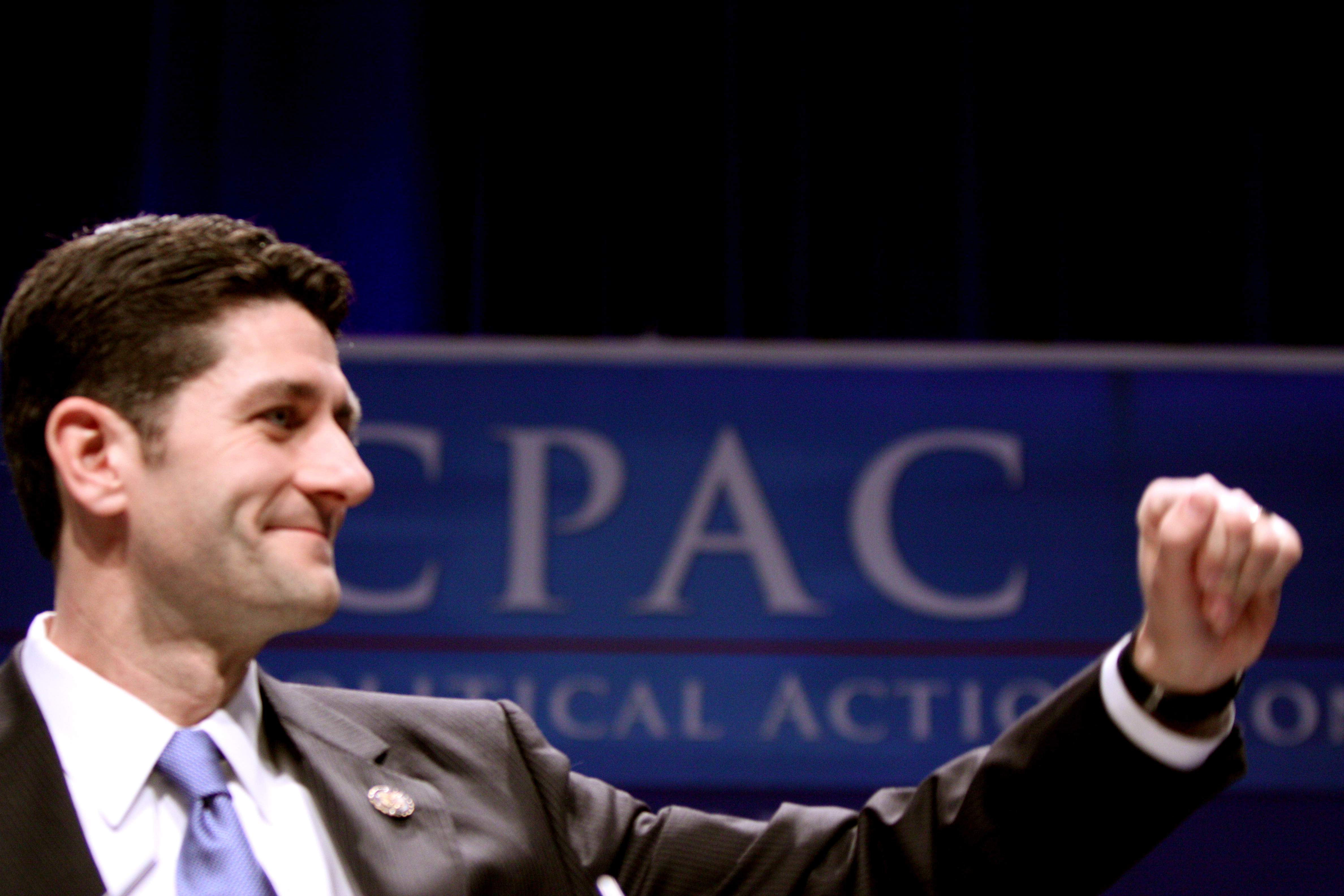
保守系団体CPAC2011年会合

共和党員の共通点である減税と規制緩和、小さな政府志向の急先鋒。特に経済活動の壁を排除することには熱心で、キャピタル・ゲインへの課税撤廃を主張しているため、ロムニーから「そんなことしたら私は税金を払わなくて良いことになる（ロムニーの収入源は殆どがキャピタル・ゲインによるもの）」と言われたことがある。
また、その小さな政府志向のためはっきりとオバマ政権の大きな政府志向を批判しており、「今のアメリカはMaker（税金に頼らない人）よりもTaker（税金に頼って暮らす人）が多くなっている」と発言している。しかし彼は幼くして父を亡くしたため社会保障制度によって養われたばかりか、大学在学中から政治に関わり、卒業後も議員スタッフ時代から議員当選に至るまで、基本的には公職やその周辺で職を得てきており、彼自身が礼賛する自由市場で働いた経験が無い正真正銘の『Taker』であるため、しばしばそのことを政敵に攻撃されている。
メディケイド（低所得者医療保険制度）・ペル奨学金・フードスタンプ（政府発行の低所得者向け食糧クーポン）・低所得者向け住宅の予算削減など、徹底した小さな政府を目指す。これはアメリカの自由至上主義者の作家アイン・ランドの思想に強く影響を受けたと発言している。

## 日本との関わり

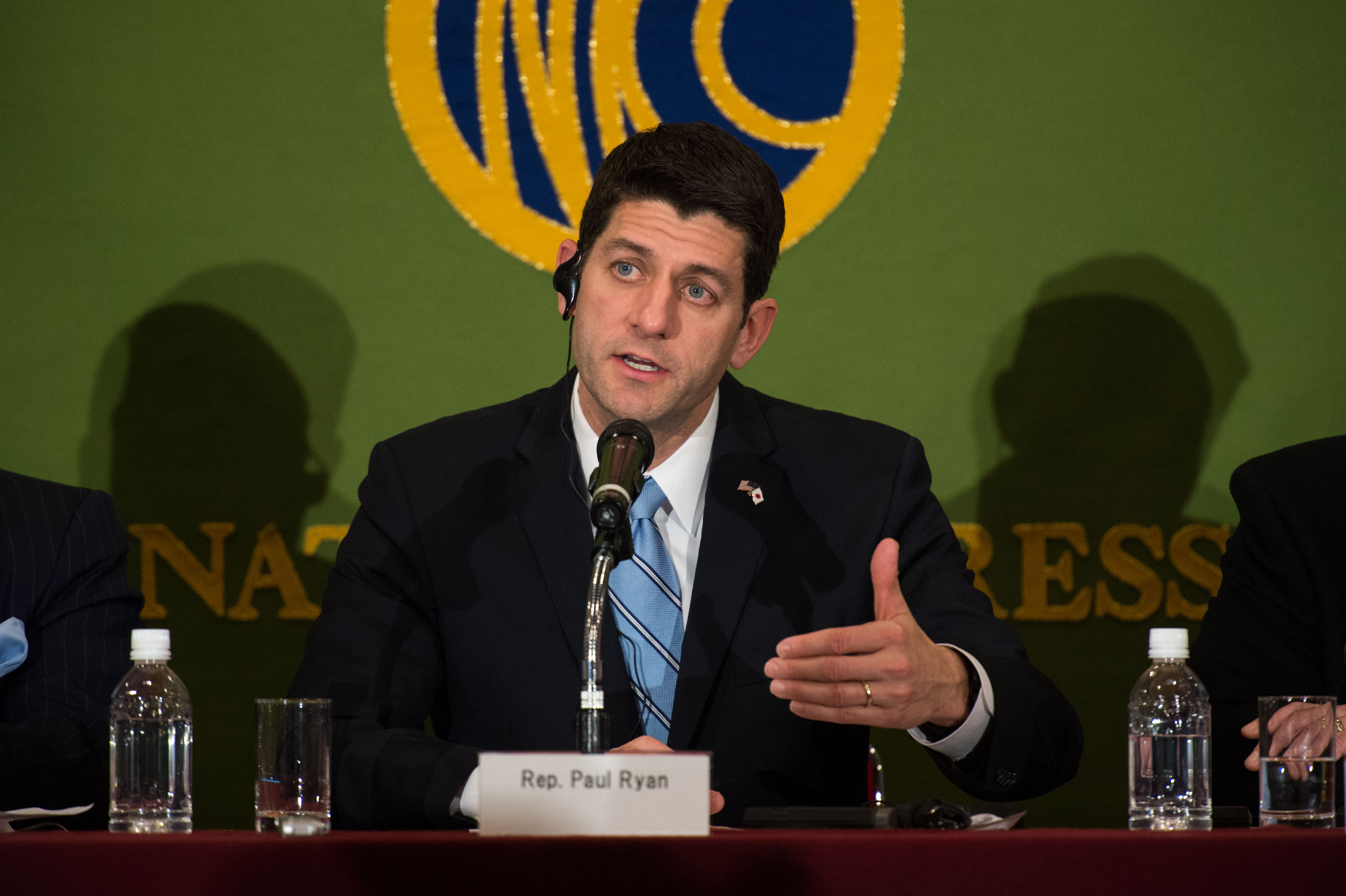
日本記者クラブにて（議長就任前、2015年2月））

2005年には共和党のホープとしてニュースJAPANの取材を受けている。2007年には食文化の普及に多大の功績があったとしてキッコーマンに対する感謝決議を下院に提出・成立させている。上院側の感謝決議は同郷のラス・ファインゴールド上院議員（当時）が提出・成立させた。

## 家族・私生活

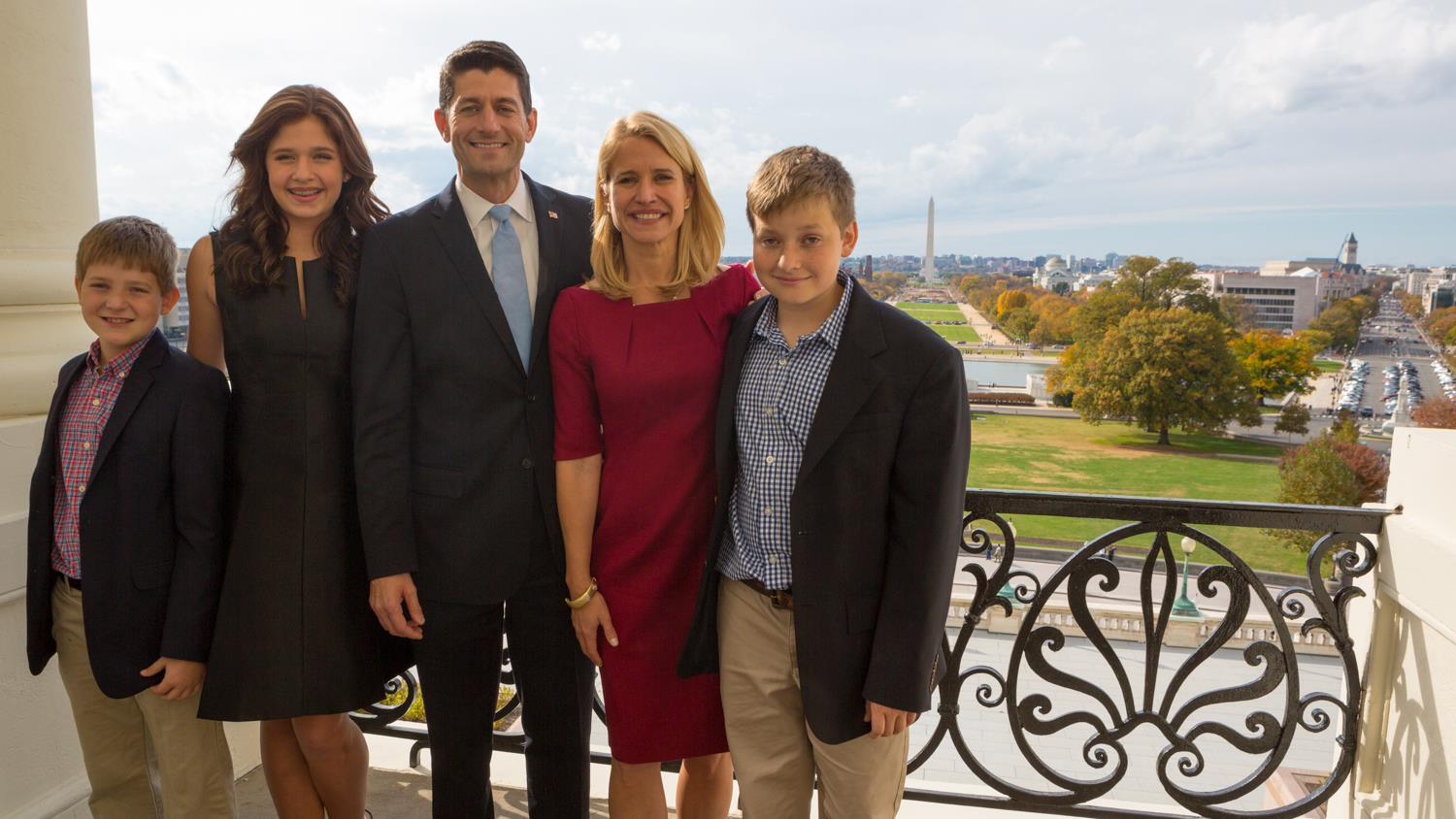
2015年10月29日

ジェナ夫人との間に2男1女をもうけている。趣味はアウトドアで狩猟の経験がある。
スポーツではNFLのグリーンベイ・パッカーズのファンである。ロック音楽ファンとして知られ、最も好きなバンドの一つとしてレイジ・アゲインスト・ザ・マシーンを挙げているが、同バンドのメンバーのトム・モレロは2012年8月に『ローリング・ストーン』誌で「彼が我々のファンだとは滑稽だ。彼は我々が20年間糾弾し続けた「権力」の体現者であり、我々の主張とは相容れないものだ。彼は我々の主張を何一つ理解していなかったのだろう」と評した。2012年8月の共和党大会では「私のiPodのプレイリストはAC/DCで始まり、レッド・ツェッペリンで終わる」と語っている。